# Thomas O. Enders

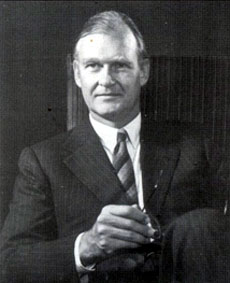
Thomas O. Enders (1. November 1985)

Thomas Ostrom Enders (* 28. November 1932 in Hartford, Connecticut; † 17. März 1996 in New York City) war ein US-amerikanischer Diplomat, der unter anderem zwischen 1979 und 1981 Vertreter der Vereinigten Staaten bei den Europäischen Gemeinschaften, von 1981 bis 1983 Assistant Secretary of State for Inter-American Affairs sowie zwischen 1983 und 1986 Botschafter der Vereinigten Staaten in Spanien war.

## Leben

### Familie, Studium und Beginn der diplomatischen Laufbahn
Thomas Ostrom Enders, dessen Vater Ostrom Enders Präsident der Hartford National Bank war, war ein Neffe des Bakteriologen, Virologen und Immunologen John Franklin Enders, der 1954 mit dem Nobelpreis für Medizin ausgezeichnet wurde. Er begann nach dem Schulbesuch ein grundständiges Studium an der Yale University, welches er 1953 mit einem Bachelor of Arts (BA) beendete. Während dieser Zeit wurde er Mitglied der Geheimgesellschaft Scroll and Key. Danach begann er 1953 ein postgraduales Studium an der Universität von Paris, welches er 1955 mit einem Master of Arts (MA) abschloss. Ein weiteres postgraduales Studium an der Harvard University beendete er 1957 mit einem weiteren Master of Arts. Er wurde zudem Mitglied der akademischen Ehrengesellschaft Phi Beta Kappa. 1959 trat er als Foreign Service Officer in den diplomatischen Dienst des Außenministeriums (US Department of State) und war zunächst Fachmann für Nachrichtendienstforschung. Danach war er zwischen 1960 und 1963 Wirtschaftsreferent an der Botschaft in Schweden und im Anschluss von 1963 bis 1966 Referent für internationale Wirtschaftsaufsicht in der Unterabteilung für Europa des Außenministeriums. 
Enders fand daraufhin zwischen 1966 und 1968 Verwendung als Sonderassistent des Leiters der Politischen Abteilung (Under Secretary of State for Political Affairs), Eugene V. Rostow, sowie anschließend von 1968 bis 1969 als stellvertretender Leiter der Unterabteilung für Internationale Geldpolitik (Deputy Asst Secretary of State for International Monetary Affairs). Er war zwischen 1969 und 1971 Ständiger Vertreter des Botschafters der Vereinigten Staaten in der Sozialistischen Föderativen Republik Jugoslawien sowie danach von 1971 bis 1974 Ständiger Vertreter des Botschafters in der Republik Khmer, dem vorherigen Kambodscha. Als solcher war er nach der Abberufung von Emory C. Swank von September 1973 bis zum Amtsantritt von John Gunther Dean im April 1974 kommissarischer Botschafter in der Republik Khmer.

### Assistant Secretary of State und Botschafter
Am 30. Juni 1974 wurde Thomas O. Enders als Nachfolger von Willis Coburn Armstrong zum Leiter der Unterabteilung für Wirtschafts- und Unternehmensangelegenheiten (Assistant Secretary of State for Economic and Business Affairs) und trat dieses Amt am 24. Juli 1974 offiziell an. Er behielt diesen Posten bis zum 22. Dezember 1975 und wurde danach von Joseph Adolph Greenwald abgelöst. Daraufhin wurde er am 22. Dezember 1975 zum Botschafter in Kanada ernannt und übergab dort am 17. Februar 1976 als Nachfolger von William J. Porter seine Akkreditierung. Er bekleidete dieses Amt bis zum 14. September 1979 und wurde danach von Kenneth M. Curtis abgelöst.
Enders wurde am 6. November 1979 als Nachfolger von Deane R. Hinton zum Vertreter der Vereinigten Staaten bei den Europäischen Gemeinschaften im Range eines außerordentlichen und bevollmächtigten Botschafters ernannt und bekleidete diese Funktion bis zum 27. Mai 1981, woraufhin George S. Vest seine Nachfolge antrat. Nach seiner Rückkehr wurde er am 20. Juni 1981 als Nachfolger von William G. Bowdler im Außenministerium Leiter der Unterabteilung für interamerikanische Angelegenheiten (Assistant Secretary of State for Inter-American Affairs) und trat dieses Amt offiziell am 23. Juni 1981 an. Er bekleidete des Amt bis zum 27. Juni 1983 und wurde danach von Langhorne A. Motley abgelöst. Zuletzt wurde er am 5. August 1983 zum Botschafter der Vereinigten Staaten in Spanien ernannt und überreichte dort am 15. September 1983 als Nachfolger von Terence Todman sein Beglaubigungsschreiben. Er verblieb auf diesem Posten bis zum 6. Juli 1986, woraufhin Reginald Bartholomew seine Nachfolge antrat.
Im Anschluss schied Thomas O. Enders aus dem diplomatischen Dienst und war von 1986 bis zu seinem Tode 1996 Finanzberater der Investmentbank Salomon Brothers. Daneben engagierte er sich für die Denkfabrik Council on Foreign Relations (CFR). Aus seiner Ehe mit Gaetana Marchegiano gingen die drei Töchter Domitilla Elena Enders, Claire Enders Thomson und Alice Roessler sowie der Sohn Thomas Enders hervor. Seine Tochter Domitilla Elena Enders war mit Christopher J. Kennan verheiratet, Sohn des Diplomaten George F. Kennan. Er starb an den Folgen einer Hautkrebserkrankung und wurde nach seinem Tode auf dem West Neck Cemetery in Waterford bestattet.